# 路側帯
路側帯（ろそくたい）は、道路交通法で定められ関連法令で使われている用語。
道路交通法第2条で「歩行者の通行の用に供し、又は車道の効用を保つため、歩道の設けられていない道路又は道路の歩道の設けられていない側の路端寄りに設けられた帯状の道路の部分で、道路標示によって区画されたものをいう。」と定義されている。
歩道がない道路又は道路の歩道がない側に設置され、車道と分離することにより基本的に歩道と同様に扱われる。道路交通法第17条の「歩道等」には、歩道と路側帯が含まれている。高速道路など歩行者の通行が禁止されている道路においては、「車道の効用を保つため」に設置される。外見から、路側帯を表示するための線が車道外側線と混同されたり、路側帯が停車帯と混同されることがある。

## 歴史
1971年（昭和46年）6月2日の道路交通法改正によって規定され、同年12月1日から設置が可能となった。

## 通行方法
道路交通法第10条では、歩行者は、歩道または「歩行者の通行に十分な幅員を有する路側帯」のいずれかが存在する場合には、そのいずれかの歩道等を通行しなければならないことが規定されている。なお、「歩行者等の通行に十分な幅員を有する路側帯」とは、幅員がおおむね1m以上のものとされる。
が明記されている。また道路交通法第17条第1項により、原則として車両は、車道を通行することが定められており、横断・駐車・停車などの例外を除き、路側帯を通行することができない。第17条の2により軽車両は、道路左側部分にある路側帯（歩行者専用路側帯を除く）を、「著しく歩行者の通行を妨げる場合」を除いて通行することが認められている。自転車通行可の歩道とは、普通自転車以外の軽車両（リヤカー・大八車などの荷車や人力車、普通自転車の要件に該当しない自転車）も通行できる点が異なる。
なお、前述に基づき軽車両が路側帯内の通行を認められる場合においては、普通自転車が歩道を通行する場合とは異なり、路側帯の車道側を通行することを定めた規定はない。

## 車道外側線等との関係

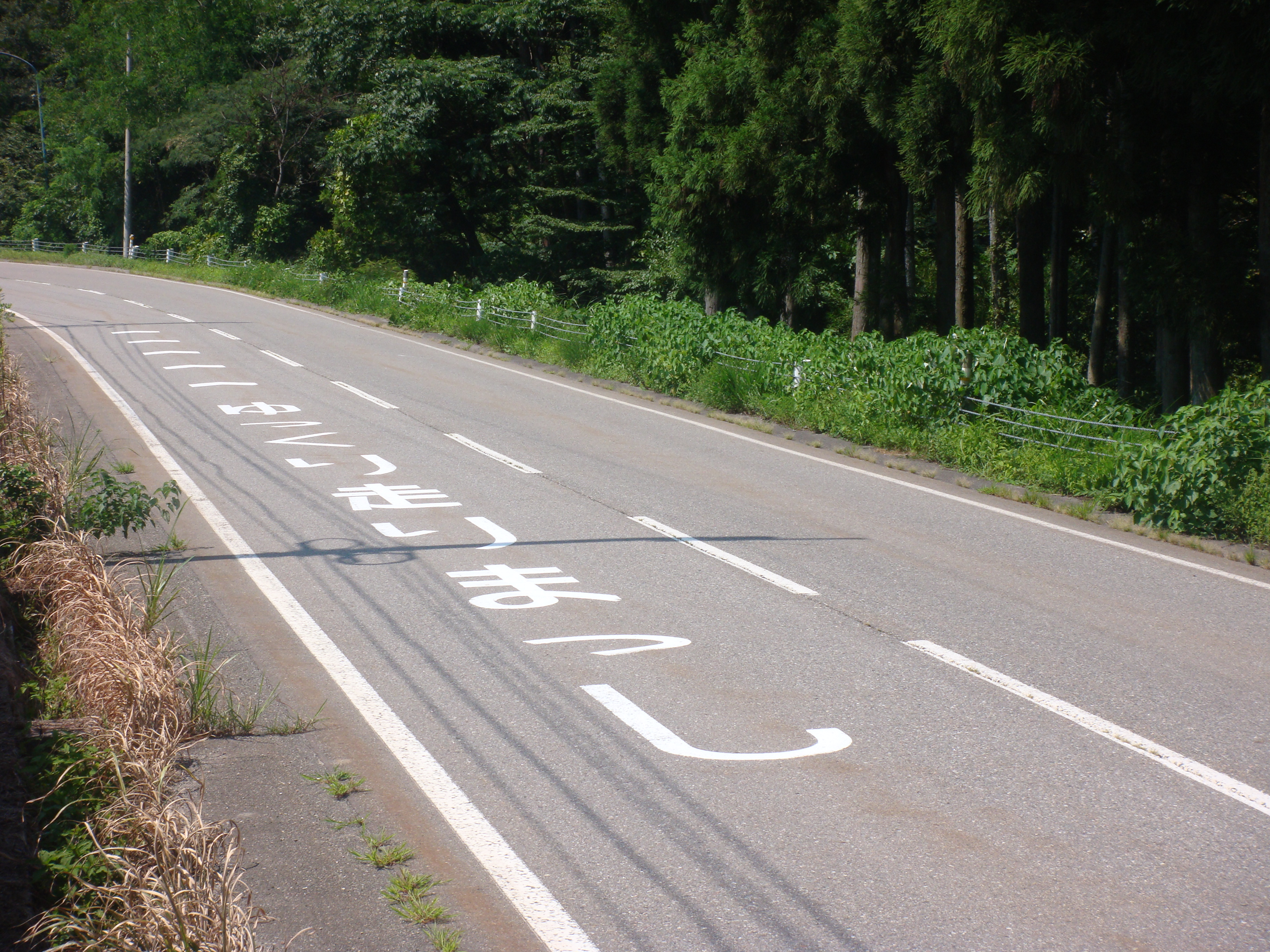
路側帯の例（画像左の車道外側線の白実線標示よりも左側の帯）

路側帯は、歩道のない道路または道路の歩道がない側の路端寄りに、白い実線等による路面標示を引くことで示されているものである。ところが、道路の歩道がある側の路端寄り（車道の路端寄り）でも、外見の上では全く同じ白の実線による区画線・道路標示を見かける。この線より路端は法令上は、路側帯には該当しない。この線は、車道外側線、車両通行帯最外側線、車両通行帯境界線のいずれかに該当することとなる（都道府県公安委員会の規制の意思の如何により、確定される。）。車道外側線または車両通行帯最外側線であれば、その外側（歩道側）は路肩となる。車両通行帯境界線であれば、その外側（歩道側）は車両通行帯となる。

## 要件と種類
路側帯は3種類あるが、大きく分けると道路管理者により設置されるもの（車道外側線を表示するものの一部類型。車道外側線を表示するもの（歩道の設けられていない道路又は道路の歩道の設けられていない側の路端寄りに設けられ、かつ、実線で表示されるものに限る。）は、路側帯を表示するものであると「道路標識、区画線及び道路標示に関する命令」7条によりみなされる。）により表示されるものと、公安委員会が設置している道路標示により表示されるものの2つに分けられる。
また、都道府県の公安委員会が規制に係る道路標示として路側帯を表示する道路標示を設置する場合、幅員を0.5m以上とすることとなっている。
路側帯
道路管理者が車道外側線として設置したもの一部が、上記みなし規定により路側帯を表示するものとみなされることで生じる路側帯は路側帯（狭義）である。道路の端に白の実線により示される。自動車等は、この領域に進入して通行してはならない（広さによっては軽車両の自転車は通行できる）。
車両の駐停車については、駐停車を禁止するような条件がない（たとえば、駐停車を禁止する道路標識が立っていれば当然認められない）上で、
- 路側帯の内側に入って道路の端から0.75mの間隔をあけて駐停車しなければならない（0.75mの根拠は、人間の肩幅と言われる）。
- ただし、そのようにした場合に車両の全幅が路側帯の内側に入る場合には、車両の右側を路側帯の線に沿って駐停車しなければならない。
- また、路側帯の幅が0.75m以下のときには、車両は路側帯の線の右側に、線に沿って駐停車しなければならない。
- ただし、歩行者通行禁止の道路では、これらにかかわらず、路側帯内で道路の左側端に沿って駐停車しなければならない。
- なお、車両が路側帯内に進入する場合には、その直前に一時停止し、歩行者の通行を妨げないようにしなければならない。（道路交通法17条2項）

駐停車禁止路側帯
公安委員会が設置する道路標示により生じる路側帯。
路側帯の内側に、さらにもう一本白の破線があるもの（白実線+白破線）。この路側帯では、車両はどのような場合でも路側帯の内側に進入して駐停車してはならず、路側帯の線の右側に、線に沿って駐停車しなければならない。それ以外の点については、通常の路側帯と同様である。
歩行者専用路側帯
こちらも公安委員会が設置している道路表示により生じる路側帯。
路側帯の内側にもう1本の実線があるもの（白実線の二重線）。この路側帯では、軽車両の自転車も通行できない。それ以外の部分は、駐停車禁止路側帯と同様。